# 🍡
🍡  is een teken uit de Unicode-karakterset dat een dangostokje voorstelt. Deze emoji is in 2010 geïntroduceerd met de Unicode 6.0-standaard.

## Betekenis

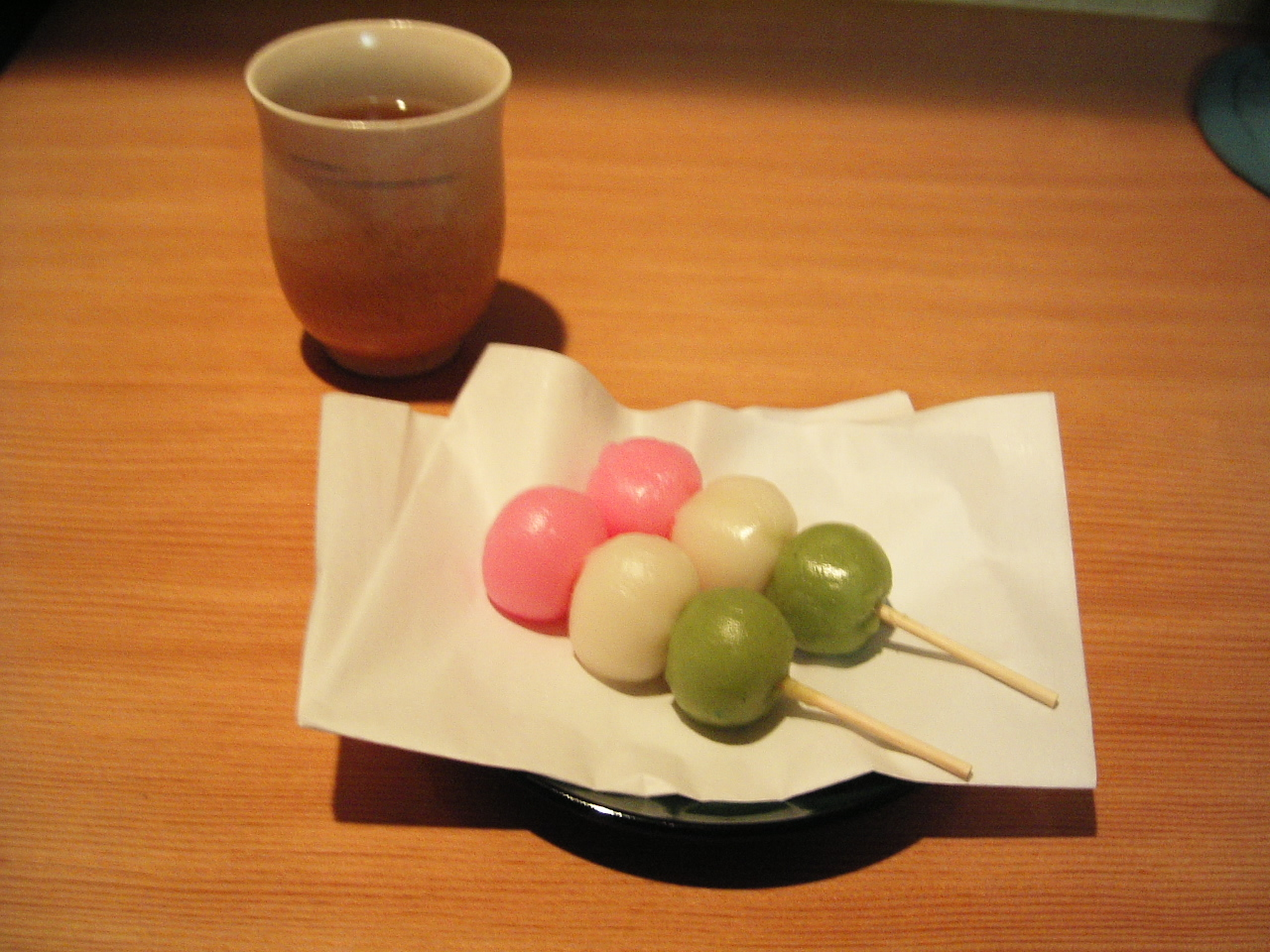
Hanami Dango

Deze emoji wordt gebruikt om dango mee af te beelden, een typisch Japans nagerecht. Dango wordt vaak bij feestelijke gelegenheden gegeten en bestaat uit drie tot vijf op een brochette gestoken zoete rijstmeelballen. De afgebeelde dango in de emoji is de hanami dango, de versie die vooral tijdens de bloeiperiode van de kersenbloesem (sakura) eind maart en begin april gegeten wordt. Dango is een zeer populaire wagashi (Japanse lekkernij) en wordt vaak geserveerd met matcha (groene thee). Binnen de wagashi valt de dango onder de han namagashi ( 半生菓子 ), welke een vochtgehalte van 10% tot 30% hebben.

## Codering

De emojione1-implementatie

### Unicode
In Unicode vindt men de 🍡 onder de code U+1F361  (hex).

### HTML
In HTML kan men in hex de volgende code gebruiken: &#x1F361;
In decimaalnotatie werkt de volgende code: &#127841;

### Shortcode
In software die shortcode ondersteunt kan het karakter worden opgeroepen met de code :dango:.

### Unicode-annotatie
De Unicode-annotatie voor toepassingen in het Nederlands (bijvoorbeeld een Nederlandstalig smartphonetoetsenbord) is dango. De emoji is ook te vinden met de sleutelwoorden dessert, japans, kleefrijstballetjes, stokje en zoet.